# Aerial Powers
Aerial Powers (Detroit, 17 gennaio 1994) è una cestista statunitense, professionista nella WNBA.

## Carriera
È stata selezionata dalle Dallas Wings al primo giro del Draft WNBA 2016 con la 5ª chiamata assoluta.
Con gli Stati Uniti ha disputato le Universiadi di Gwangju 2015.

## Palmarès
- Campionato WNBA: 1

Washington Mystics: 2019
- WNBA All-Rookie First Team (2016)